# Sounja
La rivière Sounja (en russe : Сунжа ; en tchétchène : Соьлжа, Sölƶa) est un cours d'eau de Russie et un affluent droit du Terek.

## Géographie
La Sounja arrose l'Ossétie du Nord-Alanie, l'Ingouchie et la Tchétchénie. Longue de 278 km, la rivière prend sa source dans le nord du Caucase. Sa turbidité est de 3 800 g m−3 ; elle charrie annuellement 12,2 millions de tonnes d'alluvions.

### Villes traversées
Elle arrose les villes de Nazran, Karaboulak, Grozny et Goudermes.

## Affluents
Ses principaux affluents sont les rivières Assa, Argoun et Belka. 

## Aménagements
Les eaux de la Sounja sont utilisées pour l'irrigation.